# Hippolyte Brassart
Pour les articles homonymes, voir Brassart.
Hippolyte Brassart (1764-1848) est un dessinateur français du XVIIIe siècle.

## Biographie
Élève à l'École de dessin de Lille, Hippolyte Brassart expose aux Salons de cette ville de 1773 à 1788. À celui de 1781, il expose un tableau en bas-relief représentant une charité.